# Carea obsolescens
Carea obsolescens is een vlinder uit de familie van de visstaartjes (Nolidae). De wetenschappelijke naam van de soort is voor het eerst geldig gepubliceerd in 1884 door Frederic Moore.